# Финкасл (Вирџинија)
Финкасл (Вирџинија) (енгл. Fincastle) град је у америчкој савезној држави Вирџинија. По попису становништва из 2010. у њему је живело 353 становника.

## Демографија
Према попису становништва из 2010. у граду је живело 353 становника, што је 6 (1,7%) становника мање него 2000. године.
| Група             | 2000.       | 2010.       |
| Белци             | 319 (88,9%) | 311 (88,1%) |
| Афроамериканци    | 27 (7,5%)   | 33 (9,3%)   |
| Азијати           | 1 (0,3%)    | 2 (0,6%)    |
| Хиспаноамериканци | 7 (1,9%)    | 6 (1,7%)    |
| Укупно            | 359         | 353         |